# Fredy Roncalla
Fredy Amílcar Roncalla Fernández (Chalhuanca, Apurímac, 1953) es un escritor en lengua quechua y artista.

## Trayectoria
Roncalla estudió en la Pontificia Universidad Católica del Perú en Lima. Emigró por primera vez en 1975, retornando a Lima dos años después, para, finalmente, volvió a emigrar a los Estados Unidos donde comenzó a trabajar en la Universidad Cornell con la antropóloga Jane Marie Isbell como asistente de investigación y traductor. Mientras estuvo en Cornell, su voz fue incluida en el Disco de oro de las Voyager de la NASA, un proyecto presidido por el profesor Carl Sagan. Estableció su residencia en el área metropolitana de Nueva York, desde donde también siguió desarrollando su labor artesanal.
Bilingüe en castellano y lengua quechua, aprendió inglés durante su estancia en Estados Unidos, lo que le llevó a comenzar a escribir poemas trilingües en los que realiza alternancia de código entre español andino, inglés y quechua.
Roncalla se convirtió en editor del sitio web cultural Hawansuyo.com y sus ensayos y poesías han sido incluidos en varios medios impresos y digitales. Además, ha publicado numerosos libros y ha coeditado los libros Huambar poetastro acacautinaja (edición facsímil de la novela bilingüe quechua-español de 1933 de Juan José Flores, Pakarina Ediciones, 2019), y Muyurina y el presente profundo: poéticas andino-amazónicas (con Juan G. Sánchez Martínez, 2019). Además, Roncalla se convirtió en miembro del consejo ejecutivo de Chirapaq, organización indígena en Perú.

## Obra
- Canto de Pájaro o invocación a la palabra (Buffon Press, 1984)
- Escritos Mitimaes: hacia una poética andina postmoderna (Barro Editorial Press, 1989)[8]
- Hawansuyo Ukun Words (Pakarina Ediciones/Hawansuyo, 2015)
- Revelación en la senda del Manzanar: Homenaje a Juan Ramírez Ruiz (Pakarina Ediciones/Hawansuyo, 2016).